# H2S (radar)

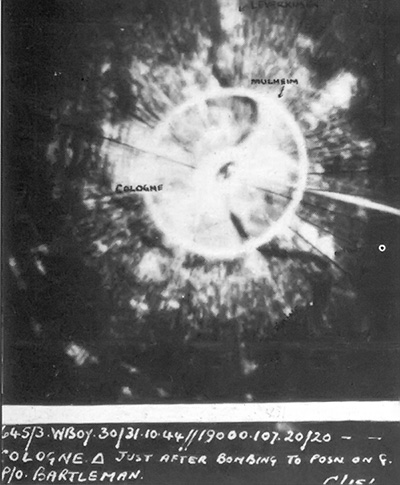
Una fotografia de la pantalla H2S presa durant un atac a Colònia; les anotacions es van afegir més tard per a l'anàlisi posterior a l'atac. El riu Rin és visible serpentejant de dalt a baix a la dreta.

H2S va ser el primer sistema de radar d'exploració terrestre aerotransportat. Va ser desenvolupat per al Comandament de Bombers de la Royal Air Force durant la Segona Guerra Mundial per identificar objectius a terra per a bombardeigs nocturns i durant tot el temps. Això va permetre atacs fora de l'abast de les diferents ajudes a la navegació de ràdio com Gee o Oboe, que es limitaven a uns 350 quilometres (220 mi) d'abast de diverses estacions base. També es va utilitzar àmpliament com a sistema de navegació general, permetent identificar punts de referència a llarg abast.
El març de 1941, experiments amb un primer radar d'intercepció aerotransportat basat en el de longitud d'ona de 9,1 cm, el magnetró de cavitat (3 GHz) va revelar que diferents objectes tenen signatures de radar molt diferents; l'aigua, la terra oberta i les zones urbanitzades de ciutats i pobles van produir beneficis diferents. El gener de 1942, es va crear un nou equip per combinar el magnetró amb una nova antena d'escaneig i un indicador de posició del pla. El primer ús del prototip a l'abril va confirmar que es podia produir un mapa de l'àrea per sota de l'avió amb radar. Els primers sistemes van entrar en servei a principis de 1943 com a H2S Mk. I i H2S Mk. II, així com ASV Mark III.

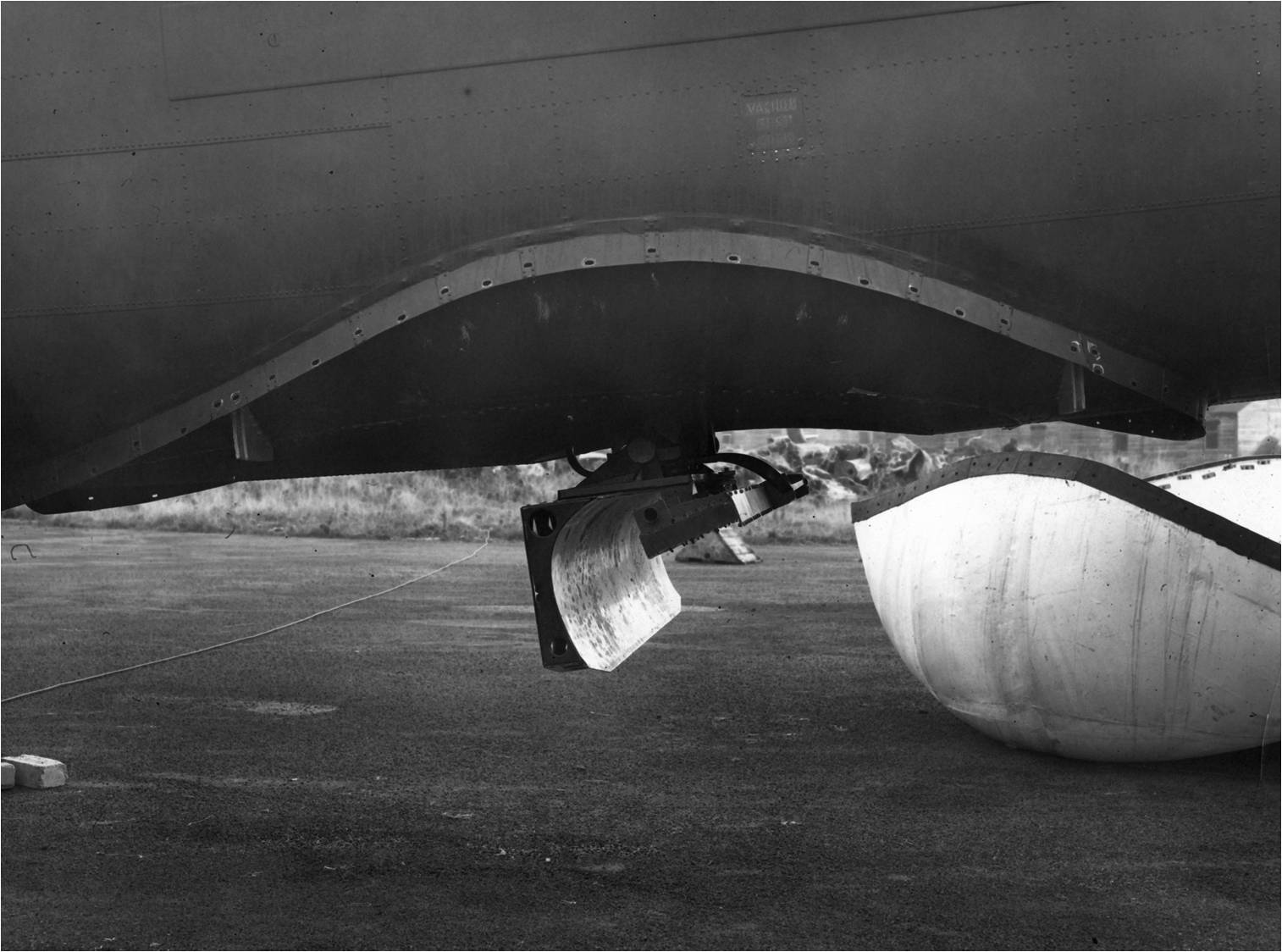
L'antena d'aquest radar H2S mostra el patró quadrat de cosecant en l'augment de la curvatura del llavi superior de la placa reflectora.

En la seva segona missió operativa el 2/3 de febrer de 1943, un H2S va ser capturat gairebé intacte per les forces alemanyes, i una segona unitat una setmana més tard. Combinat amb la intel·ligència recollida de la tripulació supervivent, van saber que era un sistema de mapes i van poder determinar el seu mètode d'operació. Quan van reunir una de les parts i van veure l'exhibició de Berlín, gairebé el pànic va esclatar a la Luftwaffe. Això va portar a la introducció del detector de radar FuG 350 Naxos a finals de 1943, que va permetre als caces nocturns de la Luftwaffe tornar a casa amb les transmissions d'H2S.  Els britànics es van assabentar de Naxos i es va produir un gran debat sobre l'ús d'H2S. Càlculs posteriors van mostrar que les pèrdues després de la introducció de Naxos eren en realitat menors que abans, i l'ús va continuar.
Després que es va trobar que la resolució dels primers conjunts era massa baixa per ser útil a grans ciutats com Berlín, el 1943 es va començar a treballar en una versió que funcionava a la banda X de 3 cm (10 GHz), el H2S Mk. III. Gairebé simultàniament, el seu equivalent americà es va introduir com a H2X l'octubre d'aquell any. Una àmplia varietat de Mk. III es van produir abans que el Mk. L'IIIG va ser seleccionat com a estàndard de finals de la guerra. El desenvolupament va continuar durant el final de la guerra Mk. IV a la dècada de 1950 Mk. IX que equipava la flota de bombarders V i l'Electric Canberra anglesa. A la V-fore, l'Mk. IXA estava lligat tant al sistema de mira de bombes com al sistema de navegació per proporcionar un sistema de navegació i bombardeig (NBS) de llarg abast. D'aquesta forma, l'H2S es va utilitzar per última vegada de manera operativa durant la Guerra de les Malvines el 1982 a l'Avro Vulcan. Algunes unitats de H2S Mk. IX van romandre en servei a l'avió Handley Page Victor fins al 1993, proporcionant cinquanta anys de servei.

## Etimologia de "H2S"
El radar s'anomenava originalment "BN" (acrònim anglès de Navegació cega),  però ràpidament es va convertir en "H2S". La gènesi d'això segueix sent una mica controvertida, amb diferents fonts que afirmen que significava "Altura a pendent"; o "Home Sweet Home". La "S" ja estava sent utilitzada per l'equip de radar d'intercepció aèria com una abreviatura deliberadament confusa per a la seva longitud d'ona operativa en el " sentimetric ", que finalment va donar nom a la banda S.  S'ha informat àmpliament que va rebre el nom del sulfur d'hidrogen (fórmula química H2S, en relació amb la seva olor podrida), perquè l'inventor es va adonar que si simplement hagués apuntat el radar cap avall en lloc de cap al cel, tindria un nou ús.

## Desenvolupament
Després de la batalla d'Anglaterra, el Comandament de Bombers de la RAF va començar els atacs nocturns contra ciutats alemanyes. Tot i que el Bomber Command havia informat de bons resultats de les incursions, el Butt Report va mostrar que només una bomba de cada vint va aterrar a 5 milles (8.0 km) de l'objectiu, la meitat de les bombes van caure en camp obert i, en alguns casos, es va veure que el bombardeig va caure fins a 50 quilometres (31 mi) de l'objectiu. 
L'electrònica de ràdio prometia alguna millora i el Telecommunications Research Establishment (TRE) va desenvolupar un sistema de radionavegació anomenat " Gee " i després un segon conegut com " Oboe ". Tots dos es basaven en estacions transmissores del Regne Unit que enviaven senyals sincronitzats. En el cas de Gee, un oscil·loscopi de l'avió va mesurar la diferència de temps entre dos senyals per determinar la ubicació. L'oboè va utilitzar un transponder a l'avió per reflectir els senyals al Regne Unit, on els operadors van realitzar les mateixes mesures en pantalles molt més grans per produir valors més precisos. En ambdós casos, la part terrestre del sistema limitava l'abast a una línia de visió, uns 350 quilometres (220 mi) per a avions que volen a altituds típiques de missió. Això va ser útil contra objectius a la Ruhr, però no al cor d'Alemanya. 
El 1940, John Randall i Harry Boot, estudiants de doctorat a la Universitat de Birmingham, van idear un nou tub de buit de freqüència de microones conegut com a magnetró de cavitat que emetia milers de watts de senyal de ràdio de longitud d'ona 9 cm. A aquesta longitud d'ona, les antenes feien només uns quants centímetres de llargada, cosa que feia que el radar fos molt més fàcil d'encaixar en un avió. La idea de cartografia va ressorgir el març de 1941 quan el grup de Philip Dee estava desenvolupant un nou radar d'IA, batejat com "AIS" en referència a la seva longitud d'ona "sentimètrica". Durant les proves en un Blenheim, l'equip va notar el mateix tipus d'efectes que Bowen va tenir abans. La longitud d'ona del conjunt, més de deu vegades més curta que l'original de 1,5m, proporcionaven una resolució molt més gran i els permetien escollir objectes individuals a terra. 